# Henryk Czylok
Henryk Czylok (ur. 10 sierpnia 1933 w Bytomiu, zm. 15 marca 2023 w Mielcu) – polski piłkarz grający na pozycji pomocnika (rozgrywającego).

## Życiorys
Wychowanek Fortuny Bytom, gdzie w latach 1949–1950 grał w juniorach, a 1951–1953 w drużynie seniorów. W 1953 przeszedł do Stali Mielec, gdzie grał przez ponad 10 lat. W mieleckiej drużynie wystąpił 170 razy (w tym 35 w I lidze, 130 w II lidze i 5 w Pucharze Polski) strzelając 34 gole (31 w lidze i 3 w Pucharze). Niekiedy grał z opaską kapitana. W 1955 został uznany za najlepszego graczy województwa rzeszowskiego, a w 1961 „Sportowiec” sklasyfikował go wśród wyróżniających się najlepszych polskich piłkarzy. Od 1965 aż do zakończenia kariery w 1978 grał w innej mieleckiej drużynie – Gryfie, w tym przez ostatnie dwa lata jako grający trener. W latach 1972–1975 był także trenerem trampkarzy Stali. W latach 1975–1976 i 1980–1981 pracował jako II trener Stali.